# تصويت الصندوق الأسود
تصويت الصندوق الأسود يشير إلى التصويت عن طريق آلات التصويت التي لا تكشف عن كيفية عملها كما يحدث في البرمجيات الاحتكارية أو عمليات الملكية الخاصة. ويأتي هذا التعبير، كما وصفه الدكتور أرنولد أركين بمعهد ستيفنس للتكنولوجيا، من استخدام المصطلحات التقنية لتعبير الصندوق الأسود، وهو جهاز أو نظام أو كائن يبرز عند دراسته في المقام الأول من حيث خصائص الإدخال والإخراج. وكانت مجموعة الدكتور أركين في معهد ستيفنز واحدة من أوائل سلطات الاختبار المستقلة لآلات التصويت.
وقد صاغ هذه التعبير ديفيد آلن، وهو ناشر ومستشار فني وكاتب مساعد للمؤلفة والناشطة بيف هاريس، والتي نشرت هذا التعبير في كتابها بهذا العنوان وتدير موقع BlackBoxVoting.org. ويرد تعريف آلن الرسمي في صفحة 4 من النسخة الأصلية للكتاب: «أي نظام تصويت يخفي آليات التسجيل و/أو فرز التصويت عن المصوت، و/أو الآلية التي تفتقر إلى التسجيل الملموس للإدلاء بالأصوات.»

## نبذة عن أنظمة تصويت الصندوق الأسود
من الممكن أن تصبح كل من أنظمة المسح الضوئي التي تفسر بطاقات الاقتراع الورقية وأنظمة التسجيل المباشر الإلكترونية (DRE) بمثابة أنظمة صندوق أسود؛ وفي الواقع، من الممكن رؤية آلات التصويت بوصفها أنظمة صندوق أسود، نظرًا لأن الفنيين الذين قاموا بإعداد هذه الآلات فقط هم من يمكنهم الوصول إلى الروابط بين رافعات التصويت الموجودة على واجهة الآلة وعدادات تسجيل التصويت بالداخل. وقد كتب قاضي المحكمة العليا برود آيلاند هوراشيو روجرز من خلال رأي معارض عام 1897 حول واحدة من آلات التصويت المبكرة قائلاً إن
... الناخب على آلة التصويت هذه ليس لديه أي معرفة يدركها بحواسه تخبره أنه قد حقق نتيجة. وأقصى ما يمكن قوله هو أنه إذا عملت الآلة على النحو المنشود، فإن الناخب يكون قد قام بالتصويت. ولكن لا يبدو لي أن هذا كافٍ.
ويتسم معيار روجر حول ما إذا كانت آلة التصويت صندوقًا أسودًا أم لا بالصرامة—فينبغي أن تكون قادرًا على الشعور بأنها تعمل بشكل جيد كما تستخدمها. وفي بعض الأحيان، يتم قبول معيار أضعف إلى حد ما، استنادًا إلى ما إذا كان من المسموح للعامة فحص هذه الآلية، وهو في السياق الحديث يمثل كلاً من كود المصدر والجهاز. وعلى الرغم من أن الكود المصدري قد يكون متاحًا أمام سلطات اختبار نظام التصويت ومسؤولي الدولة أو الولاية المختصين بالانتخابات، فإنه لا يزال من الممكن اعتبارها «صندوقًا أسود» إذا لم تكن متاحة للجمهور. حتى مع بعض أنظمة المصادر المفتوحة، التي تسمح بفحص الكود المصدري، فإن الوصول إلى البرامج الثابتة التي تتحكم في البرنامج غير متاح.
حتى إذا أصبح الكود المصدري متاحًا أمام العامة، فإنه تبقى هناك تحديات كبيرة في مجالات المصادقة، حيث إن أنظمة تشغيل الكود في المجال يطابق الكود المنشور علنًا، وما زال من الممكن العثور على ناقلات هجوم لأنظمة المصادر المفتوحة.
في الانتخابات الرئاسية الأمريكية لعام 2004، أجريت 32% من عملية التصويت باستخدام آلات المسح الضوئي و29% على آلة تصويت التسجيل المباشر الإلكتروني باستخدام برمجيات ذات ملكية تجارية سرية. واعتبارًا من فبراير 2006، كان هذا الرقم قد قفز إلى 49٪ للأنظمة الضوئية و39٪ لأنظمة التسجيل الإلكتروني المباشر.
وقد تم تقديم قانون إلى الكونغرس الأمريكي يطلب إتاحة الكود المصدري والبرمجيات ومعلومات البرنامج الثابت للعامة، بما في ذلك قانون ثقة الناخب وزيادة إمكانية الوصول لعام 2007، والذي قدمه عضو الكونغرس راش دي هولت، الابن.

## كتابات أخرى
- Princeton Security Analysis of the Diebold AccuVote-TS Voting Machine
- USA Today: More problems arise with 'black-box voting', Andrew Kantor, June 2004
- How Elections Should Be Conducted, Eric Jaffa, MoveLeft Media, March 2004

## وصلات خارجية
- Election Defense Alliance - collaborative nonprofit organization to help build and coordinate a comprehensive, cohesive national strategy for the election integrity movement
- Open Voting Consortium site on open source voting systems
- Verified Voting - lobbying group for paper trails